# سيناي (سردينيا)
سيناي، (بالإنجليزية: Sinnai)‏، (سردينيا: Sìnnia)، هي بلدية في مقاطعة سردينيا، في مدينة كالياري، وتقع على بعد حوالي 12 كيلومترا (7 ميل) شمال شرق كالياري.

## السكان
في سنة 1861 بلغ عدد السكان 2٬984 نسمة، وتطور العدد ليصل في سنة 2011 لـ 16٬730 نسمة.
يظهر هذا المخطط البياني تطور النمو السكاني لـ سيناي (سردينيا)

## توأمة
لسيناي (سردينيا) اتفاقيات توأمة مع كل من:
- بوفولوني
- تيمبيو باوسانيا
- أرمونجيا
- Foza [الإنجليزية]‏
- أسياغو